# Rafael Faraco (político amazonense)
Rafael Faraco (Maués, 7 de fevereiro de 1931 — Manaus, 14 de outubro de 2018) foi um advogado e político brasileiro. Com base eleitoral Amazonas, foi deputado federal em 1971 e de 1975 a 1982, deputado estadual entre 1967 até 1971 e vereador de Manaus de 1956 e 1961.

## Família e educação
Natural de Maués, uma cidade localizada entre os estados de Amazonas e Pará, Faraco era filho de Brás e Rosa Faraco. Concluiu o curso técnico de contabilidade e em 1973, quando era deputado federal, graduou-se em direito pelo Centro de Ensino Unificado de Brasília (UniCEUB).

## Carreira política
Em 1956, Faraco assumiu seu primeiro mandato eletivo, o de vereador de Manaus, capital do estado. Manteve-se no cargo durante a 3.ª Legislatura da Câmara Municipal, até 1960. Mais tarde, firmou sua base eleitoral na cidade de Parintins. Nas eleições de 1962, concorreu, sem sucesso, a uma vaga na Assembleia Legislativa. Estando à época filiado ao Partido Social Trabalhista (PST), obteve a primeira suplência. Nesta condição, assumiu o mandato parlamentar por um curto período. Com o golpe de Estado de 1964, passou a integrar os quadros da Aliança Renovadora Nacional (ARENA).
Nas eleições gerais de 1966, Faraco foi eleito deputado estadual com 2.642 votos, sendo o candidato mais votado da ARENA. Empossado no cargo em fevereiro de 1963, exerceu a partir dali e até 1968 a liderança governista na Assembleia, naquele momento defendendo os interesses do governo estadual comandado por Danilo Areosa, seu colega de partido. De 1969 a 1970, presidiu a Assembleia. Em julho de 1969, assumiu o executivo estadual em caráter interino por conta do falecimento do vice-governador Ruy Araújo e da viagem de Areosa para Portugal. Posteriormente reassumiu a liderança do governo.
Inicialmente eleito deputado federal nas eleições gerais de 1970 com 12.534 votos, Faraco foi reposicionado como primeiro suplente pelo Tribunal Regional Eleitoral do Amazonas quando a corte validou algumas urnas suspeitas de fraude em Fonte Boa e assim efetivaram Raimundo Parente. Desta forma, permaneceu na Câmara dos Deputados durante apenas alguns meses no ano de 1971.
Faraco elegeu-se deputado federal nas eleições de 1974, com 12.929 votos. Empossado em fevereiro de 1975, foi membro efetivo da Comissão de Minas e Energia e suplente da Comissão de Educação e Cultura. Também participou do conselho deliberativo da Fundação Mílton Campos para Pesquisas e Estudos Políticos, o think tank da ARENA.
Em 1978, Faraco buscou a reeleição no pleito daquele ano, mas logrou apenas a primeira suplência. No ano seguinte, foi empossado membro na câmara baixa do parlamento brasileiro, em decorrência da vaga aberta pela posse de Mário Haddad como secretário estadual. Em 1979, filiou-se ao Partido Democrático Social (PDS). Deixou a função em maio de 1982 e, nas eleições de novembro daquele ano, concorreu novamente a deputado, conseguindo a suplência.
Faraco se filiou ao Partido Socialista Brasileiro (PSB) e por esta legenda concorreu a deputado federal constituinte. No entanto, não foi eleito. Concorreu à prefeitura de Parintins em 1988, mas também não foi eleito. Eventualmente, passou a integrar o rol de filiados do Partido do Movimento Democrático Brasileiro (PMDB) e postulou mais uma vez uma vaga na câmara baixa na eleição de 1990. Mais uma vez não foi bem sucedido em seu intento e a partir de então não concorreu a mais nenhum cargo público eletivo.

## Morte
Faraco faleceu em 14 de outubro de 2018 na capital amazonense, vitimado por um acidente vascular cerebral. Seu corpo foi velado no Auditório Belarmino Lins, da Assembleia Legislativa do Amazonas. O parlamento estadual amazonense realizou um minuto de silêncio em sua homenagem.